# شيراز العتيري
شيراز العتيري ولدت في 24 مارس 1972 في حمام سوسة، هي أكاديمية وسياسية تونسية.

## السيرة الذاتية
شيراز العتيري متحصلة على الدكتوراه في الحوسبة من المدرسة الوطنية لعلوم الإعلامية سنة 2004. أصبحت بعد ذلك تشتغل كمساعدة ثم مدرسة في الحوسبة لدى المدرسة العليا للتجارة بتونس. بين 2006 و2011، كانت مديرة المعهد العالي لفنون الملتيميديا بمنوبة. في إطار مهامها، ركزت العتيري على تطوير التكوين الأكاديمي في السينما والمجال السمعي البصري في تونس عبر التعاون بين مؤسسات ضفتي المتوسط.

في 2013، تحصلت على شهادة التأهل للأستاذية في كل من جامعة منوبة بتونس وجامعة لورين بفرنسا، وأصبحت كذلك أستاذة محاضرة في الحوسبة في جامعة منوبة. وهي أيضا عضوة بمخبر البحث في الإعلامية بكلية العلوم بتونس منذ سنة 1999 وعضوة بمخبر البحث LORIA بنانسي (فرنسا) منذ سنة 2013.

بين يوليو 2017 ونوفمبر 2018، كانت مديرة المركز الوطني للسينما والصورة، وساهمت من هذا المنصب في إرساء العديد من برامج التعاون الدولية لتنمية المشاريع السينمائية، وأطلقت عدة صناديق للتنمية والإنتاج المشترك في مجال السينما. أسست كذلك قسم الصناعات الرقمية والإبداعية في المركز، وأطلقت عدة حواضن ثقافية مثل Creative Digital Lab وGaming Lab. 

قرر وزير الثقافة محمد زين العابدين إقالتها في نوفمبر 2019، وهو ما اعتبره البعض مثل المخرج علاء الدين سليم ذو دافع تعسفي وشخصي بحث.
في 27 فبراير 2020، عينت العتيري في منصب وزيرة الشؤون الثقافية في حكومة إلياس الفخفاخ بعد أن نالت ثقة مجلس نواب الشعب.

## الجوائز والتشريفات
- 2020: شخصية العام للسينما العربية من منظمة المركز العربي للسينما.[2]